# The Best of Elvis Costello: The First 10 Years
Pour les articles homonymes, voir Best of.
Albums de Elvis Costello
The River in Reverse
(2006) Rock and Roll Music
(2007)
The Best of Elvis Costello: The First 10 Years est une compilation d'Elvis Costello sortie le 1er mai 2007 sur le label Hip-O Records. Elle reprend comme son nom l'indique (« The First 10 Years » signifie « Les 10 premières années ») des chansons du début de la carrière de Costello. Le choix des titres a été effectué par Costello lui-même. Elle est sortie en même temps que l'album Rock and Roll Music, les deux albums constituant le point de départ de ce qui devait être une « exploration thématique » de la carrière de Costello.

## Liste des pistes
| No  | Titre                                                   | Auteur                   | Durée |
| --- | ------------------------------------------------------- | ------------------------ | ----- |
| 1.  | (The Angels Wanna Wear My) Red Shoes                    | Elvis Costello           | 2:49  |
| 2.  | Alison                                                  | Costello                 | 3:24  |
| 3.  | Watching the Detectives                                 | Costello                 | 3:47  |
| 4.  | (I Don't Want to Go to) Chelsea                         | Costello                 | 3:11  |
| 5.  | Pump It Up                                              | Costello                 | 3:18  |
| 6.  | Radio, Radio                                            | Costello                 | 3:07  |
| 7.  | Accidents Will Happen                                   | Costello                 | 3:01  |
| 8.  | Oliver's Army                                           | Costello                 | 3:00  |
| 9.  | (What's So Funny 'Bout) Peace, Love, and Understanding? | Nick Lowe                | 3:33  |
| 10. | I Can't Stand Up for Falling Down                       | Homer Banks, Allen Jones | 2:08  |
| 11. | High Fidelity                                           | Costello                 | 2:29  |
| 12. | Clubland                                                | Costello                 | 3:45  |
| 13. | New Lace Sleeves                                        | Costello                 | 3:48  |
| 14. | Good Year for the Roses                                 | Jerry Chesnut            | 3:09  |
| 15. | Beyond Belief                                           | Costello                 | 2:35  |
| 16. | Man Out of Time                                         | Costello                 | 5:29  |
| 17. | Almost Blue                                             | Costello                 | 2:49  |
| 18. | Everyday I Write the Book                               | Costello                 | 3:55  |
| 19. | Shipbuilding                                            | Costello, Clive Langer   | 4:53  |
| 20. | Brilliant Mistake                                       | Costello                 | 3:45  |
| 21. | Indoor Fireworks                                        | Costello                 | 4:10  |
| 22. | I Want You                                              | Costello                 | 6:42  |